# WIFF!
WIFF! ist ein ehemaliges Infotainmentmagazin im Vorabendprogramm des österreichischen Privatfernsehens. Ausgestrahlt wurde die Sendung von Anfang 2011 bis Ende Juni 2013 werktäglich auf Puls 4. Als Vorlage dient teilweise die pseudowissenschaftliche Fernsehsendung Galileo.

## Moderation
Moderiert wurde die Sendung zunächst von Norbert Oberhauser, welcher neben WIFF! auch die Puls 4 Google Trends, ein ehemaliges Magazin auf demselben Sender, moderierte und, ebenfalls auf Puls 4, das Infotainment-Frühstücksfernsehen Café Puls. Im Juni 2012 lösten kurzzeitig Fabian Kissler, Moderator der AustriaNews, und Johanna Setzer, Café Puls-Moderatorin, Norbert Oberhauser ab.

## Kritik
Häufig wird WIFF! als pseudowissenschaftliches Magazin bezeichnet. Zwar ist die didaktische Qualität durchaus als hoch zu werten, jedoch wird die Qualität der einzelnen Inhalte häufig kritisiert. Ferner wird bemängelt, dass die Beiträge nicht genug bearbeitet werden und deshalb noch zum Teil sehr deutschlandlastig sind. Beispielsweise finden Reportagen fast ausschließlich in Deutschland statt und es werden fast ausnahmslos Situationen aus deutscher Sicht mit Statistiken von dort ausgestrahlt.